# Sepiolida
Mực bánh bao hay mực lùn mập (Danh pháp khoa học: Sepiolida) là một bộ mực gồm các loài loài mực xúc tu ngắn. Chúng sống trong vùng nước ven biển nông của Thái Bình Dương và một số nơi ở Ấn Độ Dương cũng như ngoài khơi bờ biển phía Tây của bán đảo Cape, Nam Phi. 

## Đặc điểm
Những loài động vật thân mềm có làn da mờ với các sắc tố gọi là tế bào sắc tố, xuất hiện những mảng nhỏ hay dấu chấm. Chúng sử dụng các tế bào chuyển đổi màu sắc để có thể thu hút bạn tình hoặc pha trộn vào môi trường xung quanh, có những con mực phát sáng trong làn nước biển. Chúng có ngoại hình đẹp rất lung linh trong làn nước, những màu sắc tươi sáng của mực lấp lánh trong nước là do sắc tố da của chúng phát ra, thường có ánh màu nâu và vàng. Mực xúc tu ngắn cũng tương tự như các loài mực khác. Chúng là loài động vật nhỏ với 8 xúc tu ngắn và hai xúc tu dài, những xúc tu nhỏ được cuộn tròn bên dưới cơ thể của con mực.

## Phân loại
- CLASS Cephalopoda
  - Subclass Nautiloidea: nautilus

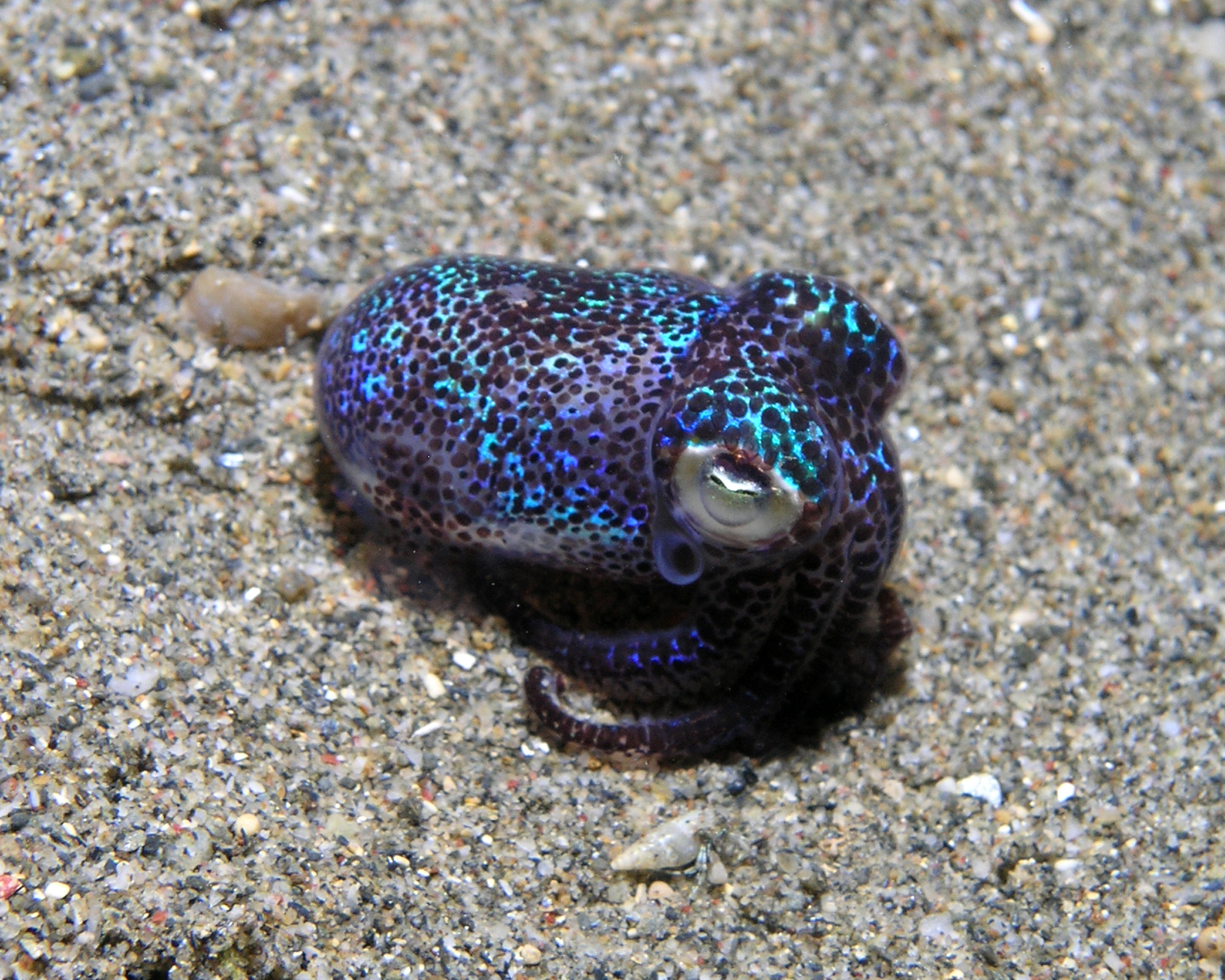
Euprymna berryi (Đông Timor

  - Subclass Coleoidea: squid, octopus, cuttlefish
    - Superorder Decapodiformes
      - ?Order †Boletzkyida
      - Order Spirulida: ram's horn squid
      - Order Sepiida: cuttlefish
      - Order Sepiolida: bobtail squid
        - Family Idiosepiidae
        - Family Sepiolidae

      - Order Teuthida: squid

    - Superorder Octopodiformes